# Migrația animalelor

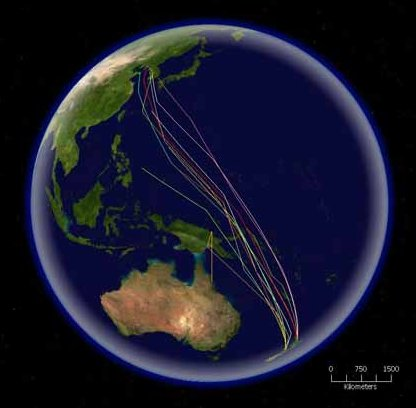
Itinerarul migraţiei speciei de pasăre Limosa lapponica. S-a stabilit că este cea mai lungă migraţie fără opriri

Migrația animalelor este deplasarea în masă a animalelor într-o anumită perioadă de timp dintr-un loc în altul, determinată de modificarea mediului ambiant, de lipsa condiților de înmulțire, conservarea speciei și sau reproducerea acestora doar în anumite locuri, ce conferă actului efect maxim.

## Tipuri de migrație
Se deosebesc migrație pasivă, când animalele sunt duse de curenți de apă, de vânt, de alte animale, și migrație activă, când animalele se deplasează de sine stătător. Migrația animalelor poate fi regulată (sezonieră sau nictemerală) sau neregulată (în urma unor întâmplări neprevăzute – inundații, incendii ș.a.). Migrația animalelor ce ține de reproducere este o acomodare biologică, determinată mai mult de anumiți factori interni, în acest caz, de necesitatea maturizării produselor sexuale, strâns legați de mediul înconjurător. Există migrații pe direcție orizontală (pe uscat, în apă, de exemplu, migrația de iernare a renilor) și migrații pe direcție verticală (în munți, în sol, în adâncurile apei, de exemplu, deplasarea peștilor în scopul hrănirii, înmulțirii etc.). Unele animale, așa ca anghila sau barza, parcurg în timpul migrației mii de kilometri, altele, ca cârtița, până la 2 kilometri. Migrația animalelor este un fenomen complicat, la unele animale având un caracter ereditar, fiind legat de anumite instincte, adesea schimbător. Drept exemplu, stăncuța din Siberia este migratoare, iar cea din Europa de Est sedentară.

## Studierea migrație animaliere
Traseurile migrațiilor animalelor se stabilește, de regulă, prin marcarea indivizilor (inelarea păsărilor) și are o mare importanță pentru lărgirea zonei de răspândire a speciilor, perpetuarea și integritatea lor.